# Llista de topònims de Vilallonga del Camp
Llista de topònims (noms propis de lloc) del municipi de Vilallonga del Camp, al Tarragonès
Informació actualitzada per un bot. Els canvis manuals es perdran quan s'actualitzi!

## arbre singular
| imatge | Nom                | Ubicat a            | instància de   | Detalls                                                               | coordenades | Protecció        | Commons (més fotos) | Dades a WD                    |
| ------ | ------------------ | ------------------- | -------------- | --------------------------------------------------------------------- | --- | ---------------- | ------------------- | ----------------------------- |
|        | Pi Gros de Mestres | Vilallonga del Camp | arbre singular | Taxon: pi pinyer (Pinus pinea) Ample: 24m Alt: 21m Perímetre: 4.35m   | 41° 12′ 24″ N, 1° 12′ 46″ E / 41.20678°N,1.21266°E ca:Mas de Mestres 101 msnm                                        | arbre monumental | Pi Gros de Mestres  | Modifica les dades a Wikidata |
|        | pi del Baró        | Vilallonga del Camp | arbre singular | Taxon: pi pinyer (Pinus pinea) Ample: 17.3m Alt: 20m Perímetre: 4.57m | 41° 12′ 48″ N, 1° 11′ 13″ E / 41.21325°N,1.18692°E ca:Ctra. TV-7223 de la Selva del Camp a Vilallonga, km 3 145 msnm | arbre monumental | Pi del Baró         | Modifica les dades a Wikidata |

## casa
| imatge | Nom               | Ubicat a            | instància de | Detalls                     | coordenades                                                                    | Protecció                                  | Commons (més fotos)                  | Dades a WD                    |
| ------ | ----------------- | ------------------- | ------------ | --------------------------- | ------------------------------------------------------------------------------ | ------------------------------------------ | ------------------------------------ | ----------------------------- |
|        | Casa Albinyana    | Vilallonga del Camp | casa         | Estil: arquitectura popular | 41° 12′ 41″ N, 1° 12′ 22″ E / 41.211369°N,1.206086°E ca:Carrer Major, 13       | bé integrant del patrimoni cultural català | Casa Albinyana (Vilallonga del Camp) | Modifica les dades a Wikidata |
|        | Casa Mestres      | Vilallonga del Camp | casa         | Estil: arquitectura popular | 41° 12′ 39″ N, 1° 12′ 21″ E / 41.210896°N,1.20576°E ca:Carrer de la Muralla, 9 | bé integrant del patrimoni cultural català | Casa Mestres (Vilallonga del Camp)   | Modifica les dades a Wikidata |
|        | Casa Reig         | Vilallonga del Camp | casa         | Estil: arquitectura popular | 41° 12′ 40″ N, 1° 12′ 24″ E / 41.211077°N,1.206599°E                           | bé integrant del patrimoni cultural català | Casa Reig (Vilallonga del Camp)      | Modifica les dades a Wikidata |
|        | Casa Serra        | Vilallonga del Camp | casa         |                             | 41° 12′ 42″ N, 1° 12′ 23″ E / 41.211709°N,1.206404°E                           | bé integrant del patrimoni cultural català | Casa Serra (Vilallonga del Camp)     | Modifica les dades a Wikidata |
|        | Casa Sol          | Vilallonga del Camp | casa         |                             | 41° 12′ 40″ N, 1° 12′ 20″ E / 41.2111°N,1.20564°E ca:Plaça de l'Església, 6    | bé integrant del patrimoni cultural català | Casa Sol (Vilallonga del Camp)       | Modifica les dades a Wikidata |
|        | Casa Solé         | Vilallonga del Camp | casa         |                             | 41° 12′ 40″ N, 1° 12′ 23″ E / 41.2111°N,1.206446°E                             | bé integrant del patrimoni cultural català | Casa Solé (Vilallonga del Camp)      | Modifica les dades a Wikidata |
|        | Casa Virgili      | Vilallonga del Camp | casa         | Estil: arquitectura popular | 41° 12′ 39″ N, 1° 12′ 25″ E / 41.210723°N,1.207071°E ca:Carrer Major, 31       | bé integrant del patrimoni cultural català | Casa Virgili                         | Modifica les dades a Wikidata |
|        | Casa d'Albert Mir | Vilallonga del Camp | casa         | Estil: arquitectura popular | 41° 12′ 43″ N, 1° 12′ 18″ E / 41.212032°N,1.204931°E                           | bé integrant del patrimoni cultural català | Casa d'Albert Mir                    | Modifica les dades a Wikidata |

## curs d'aigua
| imatge | Nom               | Ubicat a                                                 | instància de | Detalls             | coordenades                                                                                                  | Protecció | Commons (més fotos)           | Dades a WD                    |
| ------ | ----------------- | -------------------------------------------------------- | ------------ | ------------------- | --- | --------- | ----------------------------- | ----------------------------- |
|        | riera de la Selva | l'Albiol el Morell Vilallonga del Camp la Selva del Camp | curs d'aigua | Desemboca: Francolí | 41° 11′ 48″ N, 1° 13′ 50″ E / 41.196601°N,1.2306076°E 41° 12′ 00″ N, 1° 14′ 00″ E / 41.2°N,1.2333333333333°E |           | Riera de la Selva (Baix Camp) | Modifica les dades a Wikidata |
|        | riu de Glorieta   | Mont-ral Alcover Vilallonga del Camp el Rourell          | curs d'aigua | Desemboca: Francolí | 41° 16′ 55″ N, 1° 03′ 40″ E / 41.282057°N,1.061024°E 41° 12′ 38″ N, 1° 13′ 57″ E / 41.210571°N,1.232455°E    |           | Glorieta River                | Modifica les dades a Wikidata |

## església
| imatge | Nom                               | Ubicat a            | instància de     | Detalls                                         | coordenades                                                            | Protecció                                  | Commons (més fotos)                         | Dades a WD                    |
| ------ | --------------------------------- | ------------------- | ---------------- | ----------------------------------------------- | ---------------------------------------------------------------------- | ------------------------------------------ | ------------------------------------------- | ----------------------------- |
|        | Mare de Déu del Roser             | Vilallonga del Camp | església capella | Estil: arquitectura popular arquitectura gòtica | 41° 13′ 03″ N, 1° 12′ 37″ E / 41.217444°N,1.21027°E ca:Carretera T-722 | bé integrant del patrimoni cultural català | Mare de Déu del Roser (Vilallonga del Camp) | Modifica les dades a Wikidata |
|        | Sant Martí de Vilallonga del Camp | Vilallonga del Camp | església         | Estil: arquitectura neoclàssica                 | 41° 12′ 42″ N, 1° 12′ 20″ E / 41.2117°N,1.20567°E                      | bé integrant del patrimoni cultural català | Sant Martí de Vilallonga del Camp           | Modifica les dades a Wikidata |

## masia
| imatge | Nom                  | Ubicat a            | instància de | Detalls                                          | coordenades                                                                                      | Protecció                                  | Commons (més fotos) | Dades a WD                    |
| ------ | -------------------- | ------------------- | ------------ | ------------------------------------------------ | ------------------------------------------------------------------------------------------------ | ------------------------------------------ | ------------------- | ----------------------------- |
|        | Mas Llorigó          | Vilallonga del Camp | masia        | Estil: arquitectura popular                      | 41° 12′ 57″ N, 1° 11′ 29″ E / 41.215908°N,1.191524°E                                             | bé integrant del patrimoni cultural català |                     | Modifica les dades a Wikidata |
|        | Mas Reig             | Vilallonga del Camp | masia        | Estil: arquitectura neoclàssica                  | 41° 13′ 06″ N, 1° 11′ 39″ E / 41.218281°N,1.194146°E                                             | bé integrant del patrimoni cultural català |                     | Modifica les dades a Wikidata |
|        | Mas de Cantó         | Vilallonga del Camp | masia        | Estil: arquitectura eclèctica                    | 41° 13′ 19″ N, 1° 10′ 22″ E / 41.221942°N,1.172721°E                                             | bé integrant del patrimoni cultural català |                     | Modifica les dades a Wikidata |
|        | Mas de Serra         | Vilallonga del Camp | masia        | Estil: arquitectura popular                      | 41° 12′ 56″ N, 1° 11′ 00″ E / 41.21543°N,1.183299°E ca:Carretera de la Selva del Camp            | bé integrant del patrimoni cultural català |                     | Modifica les dades a Wikidata |
|        | Mas de l'Ignasi      | Vilallonga del Camp | masia        |                                                  | 41° 12′ 44″ N, 1° 11′ 40″ E / 41.2122°N,1.19438°E                                                |                                            |                     | Modifica les dades a Wikidata |
|        | Maset de la Catalina | Vilallonga del Camp | masia        |                                                  | 41° 12′ 48″ N, 1° 11′ 30″ E / 41.213322595858°N,1.19155422741553°E                               |                                            |                     | Modifica les dades a Wikidata |
|        | Masia d'Andorra      | Vilallonga del Camp | masia        |                                                  | 41° 12′ 26″ N, 1° 12′ 03″ E / 41.2072872814454°N,1.2007253868449°E                               |                                            |                     | Modifica les dades a Wikidata |
|        | Masia d'Oliveró      | Vilallonga del Camp | masia        |                                                  | 41° 12′ 36″ N, 1° 12′ 04″ E / 41.2100769898587°N,1.20113796460322°E                              |                                            |                     | Modifica les dades a Wikidata |
|        | Masia de Senan       | Vilallonga del Camp | masia        |                                                  | 41° 12′ 15″ N, 1° 12′ 11″ E / 41.2040363918737°N,1.20308049133464°E                              |                                            |                     | Modifica les dades a Wikidata |
|        | la Montoliva         | Vilallonga del Camp | masia        | Estil: modernisme català arquitectura modernista | 41° 12′ 31″ N, 1° 11′ 07″ E / 41.2087°N,1.18515°E ca:Carreera de la Selva del Camp TV-7223, km 3 | bé integrant del patrimoni cultural català |                     | Modifica les dades a Wikidata |

## Misc
| imatge | Nom                                       | Ubicat a            | instància de                                   | Detalls                                  | coordenades                                                                                          | Protecció                                            | Commons (més fotos)              | Dades a WD                    |
| ------ | ----------------------------------------- | ------------------- | ---------------------------------------------- | ---------------------------------------- | --- | ---------------------------------------------------- | -------------------------------- | ----------------------------- |
|        | Aqüeducte del barranc de les Bruixes      | Vilallonga del Camp | aqüeducte pont                                 | Estil: arquitectura popular              | 41° 13′ 15″ N, 1° 12′ 33″ E / 41.220826°N,1.209266°E                                                 | bé cultural d'interès local                          |                                  | Modifica les dades a Wikidata |
|        | Museu-Arxiu Doctor Pere Virgili           | Vilallonga del Camp | museu                                          | Estil: arquitectura popular              | 41° 12′ 44″ N, 1° 12′ 17″ E / 41.2121°N,1.20467°E                                                    | bé cultural d'interès local                          | Museu-Arxiu Doctor Pere Virgili  | Modifica les dades a Wikidata |
|        | Recinte emmurallat de Vilallonga del Camp | Vilallonga del Camp | muralla urbana                                 | Estil: arquitectura popular 17th century | 41° 12′ 38″ N, 1° 12′ 26″ E / 41.210686°N,1.207103°E ca:Carrer Major - Carrer de la Muralla 122 msnm | bé d'interès cultural bé cultural d'interès nacional | Recinte emmurallat de Vilallonga | Modifica les dades a Wikidata |
|        | Vilallonga del Camp                       | Vilallonga del Camp | entitat singular de població capital municipal | 2462 hab                                 | 41° 12′ 33″ N, 1° 12′ 22″ E / 41.20921221°N,1.20606935°E 120 msnm                                    |                                                      |                                  | Modifica les dades a Wikidata |
|        | casa consistorial de Vilallonga del Camp  | Vilallonga del Camp | casa consistorial                              |                                          | 41° 12′ 41″ N, 1° 12′ 21″ E / 41.2113963°N,1.2059014°E                                               |                                                      |                                  | Modifica les dades a Wikidata |